# Maureen Nehedar
Maureen Nehedar (în ebraică מורין נהדר; n. 11 septembrie 1979, Isfahan, Iran) este o cântăreață israeliană de muzică etnică și liturgică, evreică născută în Iran, cântă mai ales în ebraică și persană.

## Biografie
Maureen Nehedar s-a născut în 1977 la Isfahan în Persia. Ca urmare a Revoluției Islamice, în 1979 ea a emigrat, împreună cu familia în Israel. Din copilărie s-a distins în Corul de copii Ankor. La vârsta de 10-18 ani a studiat la Școala de muzică de pe lângă Academia de muzică din Ierusalim și a devenit solistă în cadrul corului Ankor. Ulterior a terminat la Academia de muzică titluri în canto, compoziție, pedagogie muzicală și dirijat coruri. S-a specializat in muzica evreilor din Iran și cercetează acest domeniu în cadrul Universității Ebraice din Ierusalim.
La 17 ani s-a alăturat ansamblului Isfahan din Israel care interpretează muzica persană clasică si cântece populare din Iran. După câțiva ani ea si-a întemeiat propria formație muzicală cu care a intepretat cântece liturgice ale evreilor din Iran. De asemenea, ea compune muzică originală în gamele antice persane (Dastagah) pe texte liturgice evreiești. De asemenea, predă cursuri de muzică liturgică iudaică persană. Nehedar a participat la evenimente muzicale, alături de Filarmonica Israeliană din Tel Aviv, orchestra Sinfonietta Beer Sheva, Orchestra Simfonică din Ierusalim, orchestra Symphonette Raanana etc. 
Nehedar participă la evenimente muzicale la Beit Avi Hay și la Beit Hakonfederatzia din Ierusalim, inclusiv la Festivalul de 'ud și la Festivalul de poezie liturgică (Piut) organizate de Beit Avi Hay.A participat la Festivalul internațional de 'ud, unde în 2008 a cântat în premieră lucrări liturgic ale evreilor din Iran, pe care le-a descoperit în cursul cercetărilor ei, iar in 2011 a interpretat un program de muzică clasică occidentală, persană și liturgică iudaică, fiind acompaniată de Symphonette Raanana și transmisă de Radio Israel.
A colaborat cu muzicieni israelieni precum Yair Dallal, Rona Keinan, Shaanan Street, Beri Sacharoff, Ehud Banay, Din Din Aviv și Shlomo Bar.
A compus cântece pe texte de poeți ebraici precum Lea Goldberg, Yehuda Amihay, Amir Gilboa, Uri Tzvi Grinberg, Yehuda Halevi, Shlomo Ibn Gevirol, Haviva Pedaya, Dalia Ravikovich, Zelda, Haim Guri etc. A efectuat turnee, între altele, la festivalul de la Lincoln Center din New York, în Mexic, Germania,  Anglia, Italia, Ungaria etc. 
În 2011 a înregistrat și un album de poezie liturgică ebraică „Yehuda Halevi colț cu Ibn Gevirol” produs de Nitzan Zeira. În 2012 BBC a inclus un cântec de leagăn popular persan în interpretarea și prelucrarea ei într-un album de muzică a popoarelor. În 2001 a participat, reprezentând Statul Israel, la producția unui disc norvegian în cinstea aniversării centenarului Premiului Nobel pentru pace.

## Premii și onoruri
- 2014 - Premiul pentru talent la Festivalul Internațional de Muzică evreiască de la Amsterdam
- 2023 - Premiul Uri Orbach pentru cultură muzicală evreiască
- Premiul Nava Schechter și al Fondului Rabinovich pentru creație israeliană originală

## Discografie
- (Piyut for Peace - cântec pe discul înregistrat de BBC cu muzica lumii)
- Asleep in the Bosom of My Childhood - cântece liturgice evreiești din Iran
- Gole Gandom - cântece populare persane
- Why Do You Stand Afar - 11 cântece inclusiv liturgice pe melodii originale, inspirate de makamat arabe, cântece persane, turcești, americane etc
- Toloue Man (Zorii mei)